# Niamh Kavanagh
Niamh Kavanagh (Fionnghlas / Finglas, Dublín, Irlanda; 13 de febrero de 1968) es una popular cantante irlandesa especialmente conocida por su victoria en el Festival de la Canción de Eurovisión 1993, que se celebró en Millstreet, Irlanda. También participó en la edición de 2010, celebrada en Oslo, Noruega.

## Carrera
El padre de Niamh era cantante y saxofonista. Su primera participación en el mundo de la música (hasta entonces trabajaba en un banco) fue en la popular película de 1991 "The Commitments", de Alan Parker, interpretando temas como "Destination Anywhere" y "Do Right Woman, Do Right Man". Fue la misma película donde se vio por primera vez a los también irlandeses The Corrs. 
Siendo aún desconocida, ganó el Festival de Eurovisión en 1993 con la balada "In Your Eyes" en Millstreet (Irlanda). Venció y ese tema se convirtió en el sencillo más vendido en Irlanda ese mismo año y fue número #24 en las listas de ventas británicas. A pesar de este éxito, su posterior carrera musical fue muy modesta. Su primer álbum se tituló "Flying Blind". Más tarde grabó un álbum conjunto con el cantante Gerry Carney, titulado "Together Alone". Realizó colaboraciones puntuales con varios cantantes, entre ellos Secret Garden, The Dubliners o Mick Hanly.
El 5 de marzo de 2010, vuelve a ganar la preselección nacional de su país para el Festival de la Canción de Eurovisión 2010 con el tema "It's for you", obteniendo las máximas puntuaciones por parte del público y del jurado. Superó la fase previa del 55.º Festival de Eurovisión, con un noveno puesto. Irlanda llevaba sin estar en la final desde 2007. Ya en la final, no repitió su éxito y quedó en el puesto 23.º, lo que no le privó de una gran ovación.
Está casada con Paul Megahey, tienen dos hijos (Jack y Tom) y viven en Carrickfergus, Condado de Antrim.

## Discografía

### Álbumes
- 1991 "The Commitments" (BSO) #1 Nueva Zelanda, #2 Australia, #3 Noruega, #4 Reino Unido, #8 Estados Unidos
- 1992 "The Commitments Vol. 2" (BSO) #3 Nueva Zelanda, #6 Australia, #13 Reino Unido
- 1995 "Flying blind"
- 1998 "Together alone"

### Singles
| Año  | Canción                                      | Posición peak en los charts | Posición peak en los charts | Posición peak en los charts | Posición peak en los charts |
| Año  | Canción                                      | IRE                         | GER                         | NL                          | UK                          |
| ---- | -------------------------------------------- | --------------------------- | --------------------------- | --------------------------- | --------------------------- |
| 1993 | "In Your Eyes"                               | 1                           | 87                          | 42                          | 24                          |
| 1994 | "Red Roses for Me" (featuring The Dubliners) | 13                          | —                           | 3                           | —                           |
| 1995 | "Flying Blind"                               | 7                           | —                           | —                           | —                           |
| 1995 | "Romeo's Twin"                               | 1                           | —                           | —                           | —                           |
| 1998 | "Sometimes Love"                             | 1                           | —                           | —                           | —                           |
| 2010 | "It's for You"                               | 8                           | —                           | —                           | —                           |
| 2011 | "A Fool for You No More"                     | —                           | —                           | —                           | —                           |

#### Otras colaboraciones
- "The Shanley sessions"
- "The Meeting Place, 10 year anniversary"
- "The Frankie Millar Songwriting project"
- "Live at the Meeting Place"
- "Simply You" con Secret Garden
- "Red Roses and Me" con The Dubliners